# Ciornozemne (Sovietskîi)
Ciornozemne (în ucraineană Чорноземне) este localitatea de reședință a comunei Ciornozemne din raionul Sovietskîi, Republica Autonomă Crimeea, Ucraina.

## Demografie
Componența lingvistică a localității Ciornozemne
     Rusă (80,96%)
     Ucraineană (10,46%)
     Tătară crimeeană (6,97%)
     Alte limbi (0,66%)
Conform recensământului din 2001, majoritatea populației localității Ciornozemne era vorbitoare de rusă (80,96%), existând în minoritate și vorbitori de ucraineană (10,46%) și tătară crimeeană (6,97%).